# Shorea rotundifolia
Shorea rotundifolia är en tvåhjärtbladig växtart som beskrevs av Peter Shaw Ashton. Shorea rotundifolia ingår i släktet Shorea och familjen Dipterocarpaceae. Inga underarter finns listade i Catalogue of Life.